# BarCamp
БарКемп (англ. BarCamp) — неформальні, демократичні, відкриті інтерактивні зустрічі людей, метою яких є інтеграція середовища, обмін досвідом і ідеями а також добрий відпочинок.

## Історія
Назва «баркемп» походить від події, яку організовував відомий 
Тім О'Рейлі для своїх знайомих, — foobar.
Перший баркемп у світі пройшов у Пало Альто, Каліфорнія, 19-21 серпня 2005 року в офісі компанії Socialtext. Його було організовано менш, ніж за тиждень від концепції до події, яку відвідало 200 учасників. З того часу баркемпи відбуваються більш ніж у 350 містах в усьому світі.
Перший баркемп в Україні відбувся у жовтні 2007 року і був присвячений блоґам та новим медіа, звідки й назва Блоґкемп.

## Організація
Однією з найголовніших рис баркемпів в усьому світі є те, що, незважаючи на наявність ініціативної групи, більшість роботи з організації події беруть на себе самі учасники. Зазвичай для організації використовується онлайн ресурс, на якому встановлюється wiki для обговорення усіх нагальних питань — від програми до організації проїзду тощо.

## Приміщення та умови проведення
Приміщення, в якому проводяться події, надають мінімум сервісу, проте однією з найголовніших умов є наявність бездротового доступу до інтернет за допомогою технології wi-fi. Участь у баркемпах, як правило, безкоштовна, а організтори покладаються на спонсорську допомогу — від приміщення та доступу до інтернет до їжі та напоїв. Кількість учасників обмежується лише розміром приміщення, де проводиться баркемп.

## Баркемпи в Україні
- OdesaCamp — баркемп в Одесі 21-22 серпня 2010 року для журналістів, блогерів та фахівців з соціальних медіа. (Twitter → @OdessaCamp [Архівовано 21 серпня 2010 у Wayback Machine.]).
- Blogcamp CEE 2008 [Архівовано 23 вересня 2008 у Wayback Machine.] — східноєвропейський баркемп 17-19 жовтня в Києві
- BlogCamp CIS and Baltics — перший баркемп у Східній Європі
- Мінікемпи у Києві
- iPhoneDevCamp Ukraine — міні-баркемп iPhone розробників у Києві
- Гугл-група київських баркемперів [Архівовано 22 липня 2008 у Wayback Machine.]
- Гугл-група луцьких баркемпів
- VolynMediaCamp — Баркемп про New Social Media в Луцьку
- Drupal Camp Kyiv 2009 [Архівовано 13 квітня 2022 у Wayback Machine.] — DrupalCamp Kyiv орієнтований як на початківців, які тільки почали своє знайомство з Drupal і хочуть дізнатися щось нове, так і на професійних веброзробників, які зможуть поділитися своїм досвідом та поспілкуватися в дружньому і професійному середовищі фахівців. Конференція також буде цікавим місцем для спілкування програмістів та керівників інтернет-проектів, яким цікава можливість використання Drupal у своєму бізнесі. (28-29 серпня 2009, Київ) (twitter → @DrupalCampKyiv [Архівовано 20 липня 2009 у Wayback Machine.])
- MediaCamp Kyiv 2009 [Архівовано 16 вересня 2009 у Wayback Machine.] — українська конференція, присвячена традиційним і онлайновим медіа, яка зосереджує увагу на змінах медіаринку за останні роки і збільшенні ваги Інтернет-медіа, а також переході традиційних медіа у цифровий формат (відбулась 7 листопада 2009, Київ) (twitter → @MediaCampKyiv [Архівовано 1 вересня 2009 у Wayback Machine.])
- LegalCamp 2009 — перша конференція, присвячена актуальним правовим питанням в Інтернет індустрії (відбулася 18 грудня 2009, Київ) (twitter → @LegaCamp [Архівовано 3 грудня 2009 у Wayback Machine.])
- UkrTweet [Архівовано 10 лютого 2010 у Wayback Machine.] — щорічна українська конференція про Твіттер (відбувалась 23 січня 2010, 26 березня 2011 у Запоріжжі) (twitter → @UkrTweet [Архівовано 25 грудня 2013 у Wayback Machine.], хештег #ukrtweet)
- ElectionMiniCamp — українська конференція на тему політичних та громадських інтернет-технологій у рамках кампанії «Інтернет-мобілізаці» (twitter → @Uamobili [Архівовано 14 вересня 2016 у Wayback Machine.])
- Symfony Camp UA 2010 [Архівовано 18 квітня 2010 у Wayback Machine.] — Symfony Camp UA 2010 — конференція для розробників на Symfony PHP Framework. Конференція буде цікава яка для професійних веброзробників, так і для початківців, де можливо буде поспілкуватися, поділитися своїм досвідом, отримати нові знайомства. (3 липня 2010) (twitter → @SymfonyCampUa [Архівовано 30 серпня 2011 у Wayback Machine.])
- LegalCamp 2.0 — міжнародна неконференція, присвячена праву та технологіям. Відбувається на базі постійнодіючої громадянської платформи LegalCamp (24 червня 2010, Київ) (twitter → @LegalCamp [Архівовано 3 грудня 2009 у Wayback Machine.])
- BlogCamp — BlogCamp in Ukraine 2010 (26 червня 2010, Запоріжжя) (twitter → @blogcamp_2010)
- Krugozir TravelCamp — Krugozir TravelCamp (25 вересня 2010, Київ та 21 травня 2011, Київ) (twitter → @krugozir [Архівовано 8 листопада 2009 у Wayback Machine.] хеш-тег #TravelCamp)

- ForexCamp — баркемп про Forex (2 жовтня 2010, Київ twitter → @camp_org_ua [Архівовано 10 квітня 2010 у Wayback Machine.] хеш-тег #ForexCamp)
- BridgeCamp — баркемп для некоммерческих организаций (16 жовтня 2010, Київ twitter → @camp_org_ua [Архівовано 10 квітня 2010 у Wayback Machine.] хеш-тег #BridgeCamp)
- BizCamp — баркемп про те, як створити бізнес (7 листопада 2010, Київ twitter → @camp_org_ua [Архівовано 10 квітня 2010 у Wayback Machine.] хеш-тег #BizCamp)
- Competitive Intelligence Camp — перший баркемп по конкурентній розвідці в Україні (3 грудня 2010, Київ twitter → @ua_intelligence [Архівовано 7 листопада 2010 у Wayback Machine.] хеш-тег #RazvedkaCamp)
- SMMCamp #2 — баркемп по просуванню в соціальних мережах в Україні (12 листопада 2011, Київ twitter → @camp_org_ua [Архівовано 10 квітня 2010 у Wayback Machine.] хеш-тег #smmcamp2)
- GreenCamp Ukraine #1 [Архівовано 19 листопада 2011 у Wayback Machine.] — перший в Україні баркемп «зелених» ідей, проектів, технологій та дій (28 жовтня 2011, Київ twitter → @GreenCampUA [Архівовано 11 березня 2016 у Wayback Machine.] хеш-тег #GreenCampUA)
- «Human Rights Camp»[недоступне посилання з червня 2019] — перший в Україні баркемп на тему прав людини, проведений організацією Корпус Свободи.
- MuseumCamp[недоступне посилання з червня 2019] - Миколаївська міська організація «МІСТО 2050» ініціює проведення першого МузейКемпа в Миколаєві, де буде обговорюватися питання створення міського музейного об'єднання.